# 경기교육장학재단
경기교육장학재단(京畿敎育奬學財團)은 어려운 환경으로 인해 자신의 꿈을 펼쳐보이지 못하는 학생들이 국가 성장 동력을 창출하는 인재로 자라날 수 있도록 여건을 만들기 위해 설립된 경기도교육청 산하의 재단법인이다. 경기도 의정부시 동일로 700에 위치하고 있다.

## 연혁
- 1975년 ~ 2000년 도교육청 간부 부인 친목 모임 자운회에서 시작
- 2000년 ~ 2006년 비영리 임의단체 경기교육장학회 설립 후 기금 통합
- 2007년 3월 26일 재단법인 경기교육장학재단 창립 총회